# Elizabeth J. Feinler
Elizabeth Jocelyn "Jake" Feinler (Wheeling, Virgínia Ocidental, 2 de março de 1931) é uma cientista da computação estadunidense.